# Eulophia ramifera
Eulophia ramifera är en orkidéart som beskrevs av Victor Samuel Summerhayes. Eulophia ramifera ingår i släktet Eulophia och familjen orkidéer. Inga underarter finns listade i Catalogue of Life.